# Kenneth Goff

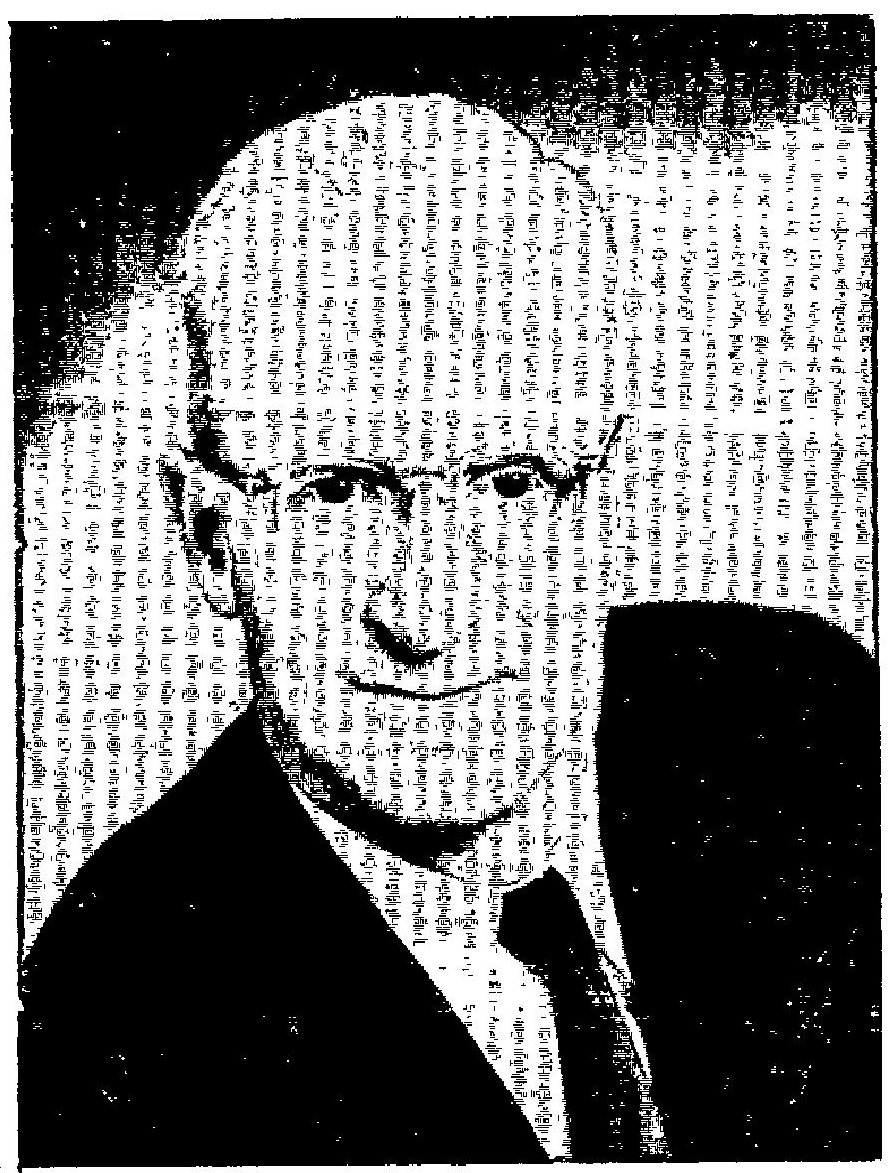
Kenneth Goff

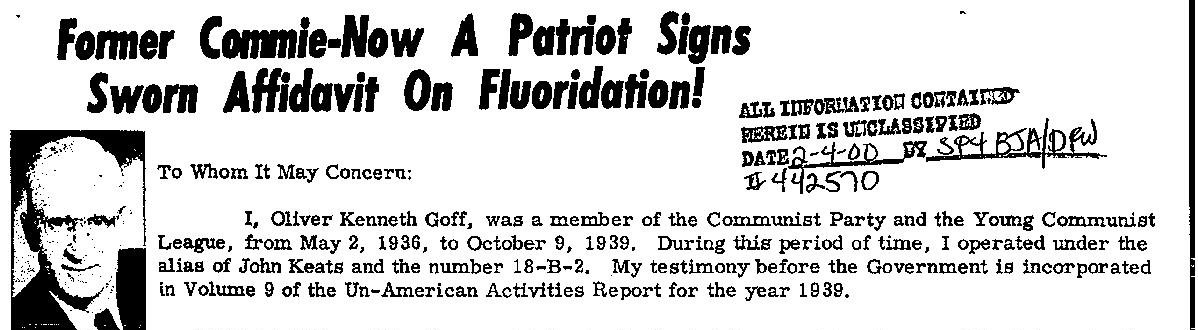
Kenneth Goff opondo-se à fluoretação da água potável

Kenneth Goff (19 de setembro de 1914 — 11 de abril de 1972) foi um Ministro da identidade cristã e um ativista anticomunista. Ele foi em 1944 presidente da Juventude nacional Cristã de Gerald L. K. Smith para a América.

## História
De acordo com seu material biográfico, ele foi um membro do Communist Party of the United States of America (CPUSA) a partir de 02 maio de 1936, até 9 de Outubro de 1939, quando ele testemunhou perante o Dies Committee. Ele alegou que, enquanto no CPUSA ele infiltrou organizações juvenis e trabalhou para organizações comunistas, mantendo ligações com líderes comunistas, tanto nos EUA como na URSS, a fim de estabelecer as bases para a revolução comunista nos Estados Unidos. Ele alegou também que o seu testemunho perante a Comissão Dies Committee (Comitê de Atividades Antiamericanas) levou à demissão de 169 funcionários federais.   Ele morreu com 57 anos de idade em Chicago, em 1972, durante uma viagem em que dava palestras.
Kenneth Goff fez inúmeras palestras e foi o autor de 28 livros, vários folhetos e várias revistas, incluindo 1962-1967 The Pilgrim Torch.. [1] No seu livro de 1954, Hitler and the Twentieth Century Hoax, Goff afirmou que Hitler era um agente comunista e deu a entender que ele era judeu e também que Hitler ainda estava vivo e iria reaparecer para o avanço do comunismo.  Ele também alegou que ambos os movimentos hippies e de desagregação eram parte de uma conspiração comunista .  Ele disse ao Comitê Dies que os comunistas eram a favor da fluoretação da água, porque tinham a intenção de assumir controlo das estações de tratamento de água e ameaçavam envenenar o fornecimento de água com flúor, se os americanos não se rendessem.
A principal influência de Goff sobre a Identidade Cristã veio através de sua liderança do Instituto Soldados da Cruz, localizada em Evergreen, Colorado, onde os ministros da Identidade Cristã eram treinados, incluindo Dan Gayman da Igreja de Israel e Thomas Robb, pastor do Centro Revivência cristã e Director Nacional do Partido Knights (KKK). O Instituto providenciava cursos sobre o cristianismo, política, survivalismo e outros assuntos 
No seu livro de 1970, The Hoaxers: Plain Liars, Fancy Liars and Damned Liars, Morris Kominsky afirmou que Goff foi o autor de Brain-Washing, um livro que pretendia ser uma condensação de uma obra de Lavrentiy Beria, o chefe da polícia secreta soviética 
A Goff também tem sido atribuída a criação do "strangled to death quote", que ele falsamente atribuí ao líder do CPUSA, Gus Hall. A citação supostamente foi: 
"Eu sonho com a hora em que o último deputado é estrangulado até a morte nas tripas do último padre e uma vez que os cristãos parecem amar cantar sobre o sangue, porque não dar-lhes um pouco dele? Cortar as gargantas dos seus filhos, atraí-los ao altar e permitir que eles se afoguem no seu próprio sangue, e depois ver se eles gostam de cantar os hinos."
A citação pode realmente ser atribuída a Voltaire, que escreveu em 1733: "Eu gostaria de ver ... o último rei estrangulado com as tripas do último padre". O evangelista Jerry Falwell usou a citação falsa em 1980.
Em 2011, a Royal Canadian Mounted Police divulgou uma carta de 1960 de Goff ao escritor anticomunista Pat Walsh, que alegava que o líder socialista canadiano Tommy Douglas tinha estado activo nos círculos comunistas na década de 1930. De acordo com Goff, "Premier Douglas era um pregador em Chicago ao mesmo tempo que eu era um membro do Partido Comunista e ele participou nos comícios do partido no campus da Universidade presidida por Claude Lightfoot e Morris Childs".

## Livros
- Brainwashed Into Slavery, by Kenneth Goff, 63 pages  A book attributed by some to Kenneth Goff who obtained it from Communist Party sources. Others claim L. Ron Hubbard, the founder of the Church of Scientology wrote the book.
- They would destroy our way of life (1944) 48 pages
- Traitors in the Pulpit and Treason Toward God (1946) 61 pages
- This is My Story: Confessions of Stalin’s Agent (1948) 78 pages text
- Red betrayal of youth (1948) 32 pages
- Will Russia Invade America? (1951) 63 pages
- Communism in America (1952)
- The scarlet woman of Revelation (1952) 32 pages
- One World a Red World (1952) 64 pages
- The Long Arm of Stalin (1952) 63 pages
- Hitler and the Twentieth Century Hoax (1954) 72 pages. Goff suggests Hitler was a communist agent and may have survived the fall of Berlin.
- Strange Fire (The Church, Christianity & Communism in America) (1954) hardcover
- The flying saucers: From Russia, from another planet, from God (1955) 32 pages
- Reds Promote Racial War (1958) 76 pages
- Red Shadows (1959) 93 pages
- Still 'tis Our Ancient Foe (1962)
- Red tide (1962) 63 pages
- Crackpot or crack shot (1964) 10 pages
- Satanism - the father of Communism (1968) 72 pages
- Red atrocities against Christians (1968) 63 pages
- Reds launch war to destroy white race (1969)
- From Babylon to Baruch
- Pilgrim Torch (c.1946-1967)
- Christian Battle Cry (1966-1971)

## Actividade política
Goff disponibilizou na Dies Committee o manual soviético de psicopolítica para conquista de nações inimigas.